# Майовка
Майо́вка (рос. Маёвка) — селище у складі Алапаєвського міського округу (Верхня Синячиха) Свердловської області.
Населення — 25 осіб (2010, 41 у 2002).
Національний склад населення станом на 2002 рік: росіяни — 100 %.